# Łyżwiarstwo synchroniczne
Łyżwiarstwo synchroniczne – zimowa dyscyplina sportu będąca nieolimpijską dyscypliną łyżwiarską w której występują tzw. formacje łyżwiarskie liczące od 8 do 20 łyżwiarzy. W kategorii seniorów, juniorów i advanced novice rywalizują formacje 16-osobowe. We wszystkich kategoriach wiekowych zespoły wykonują program dowolny, zaś w kategorii seniorów i juniorów również program krótki. Formacje wykonują wspólnie elementy łyżwiarskie z zachowaniem synchroniczności ruchów. Dyscyplina szczególnie popularna w Rosji, Kanadzie, Finlandii i USA, których drużyny zajmują wysokie miejsca w światowym rankingu.
W 1996 roku łyżwiarstwo precyzyjne zostało objęte patronatem Międzynarodowej Unii Łyżwiarskiej (ISU), a w 1998 roku zmieniono jego nazwę na „łyżwiarstwo synchroniczne”.

## Historia
Pierwsze wzmianki o tzw. „kombinacyjnym łyżwiarstwie figurowym” pochodzą z 1838 roku z Oxford Skating Society w Anglii. Jednak obecna forma łyżwiarstwa synchronicznego została utworzona w 1956 roku w Ann Arbor, przez Amerykanina Richarda Portera jako „łyżwiarstwo precyzyjne” ze względu na skomplikowane układy choreograficzne grupy. Stworzona przez niego drużyna zabawiała publiczność podczas przerw w lokalnych rozgrywkach hokejowych. W latach 60. XX w. zaczęto tworzyć kolejne formacje w Stanach Zjednoczonych i Kanadzie, a głównymi ośrodkami tej dyscypliny zostały amerykańskie stany Illinois, Wisconsin, Indiana, Ohio oraz kanadyjskie prowincje Ontario i Quebec. Pierwsze mistrzostwa krajowe w łyżwiarstwie synchronicznym odbyły się w 1983 roku w Kanadzie. Rok później Amerykański Związek Łyżwiarstwa Figurowego rozegrał mistrzostwa Stanów Zjednoczonych. Do 1987 roku w zawodach łyżwiarstwa precyzyjnego zaczęły brać udział pierwsze państwa spoza Ameryki Północnej – Japonia i Australia.
Łyżwiarstwo precyzyjne zostało przedstawione oficjelom Międzynarodowej Unii Łyżwiarskiej (ISU) jako dyscyplina łyżwiarstwa figurowego w 1994 roku. ISU zaczęło organizować zawody międzynarodowe, a pierwszymi oficjalnymi zawodami był World Challenge Cup w łyżwiarstwie precyzyjnym (ang. ISU World Precision Challenge Cup) w Bostonie.
Od 2002 roku trwają prace nad włączeniem łyżwiarstwa synchronicznego do programu Zimowych Igrzysk Olimpijskich. W czasie igrzysk w Salt Lake City oficjele martwili się małą liczbą drużyn, w Turynie nie było wystarczająco dużo miejsca. Przy organizacji igrzysk w Vancouver nie zgodził się Kanadyjski Komitet Olimpijski, w Soczi zrezygnowano z zawodów na rzecz nowej formuły zawodów drużynowych. W Pjongaczangu, podobnie jak w Turynie, nie było potrzebnego miejsca. Potwierdzono, że łyżwiarstwo synchroniczne na pewno nie zostanie włączone też do programu igrzysk w 2022 roku.

## Kategorie wiekowe
W kategorii seniorów, juniorów i advanced novice formacja musi składać się z 16 zawodników (do tego maks. 4 rezerwowych). Wszystkie kategorie wiekowe prezentują program dowolny, zaś seniorzy i juniorzy dodatkowo wykonują program krótki, jako pierwszy segment zawodów. Każdy zawodnik musi ukończyć odpowiedni rok życia przed 1 czerwca danego sezonu:
- Senior – ukończone 15 lat,
- Junior – ukończone 13 lat, ale nie więcej niż 19,
- Novice – ukończone 10 lat, ale nie więcej niż 15[11].

## System oceniania
Programy łyżwiarskie tj. program krótki i dowolny są oceniane osobno, zaś wynikiem końcowym jest nota łączna decydująca o końcowej lokacie w klasyfikacji zawodów. Program formacji synchronicznej składa się różnych elementów łyżwiarskich o zróżnicowanej skali trudności. Każdy z elementów jest wyceniony poprzez stałą wartość bazową (ang. Base Value, BV) wynikającą z regulaminu ISU, poziom trudności (od Base do 5, w zależności od stopnia trudności, skomplikowania elementu) i jest oceniany przez sędziów w skali od -5 do +5, podobnie jak w przypadku pozostałych dyscyplin łyżwiarstwa figurowego tj. GOE±5 (zob. Międzynarodowy System Sędziowania ISU). Ocena elementów łyżwiarskich stanowi wartość techniczną programu (ang. Technical Element Score). Drugą składową oceny każdego z segmentów łyżwiarskich jest ocena komponentów (ang. Program Component Score), czyli oceny prezentacji programu. Każdy komponent jest oceniany w skali od 0,25 do 10 pkt ze wzrostem co 0,25 pkt. Dodatkowo ocena komponentów jest mnożona przez 0,8 i 1,6 odpowiednio dla programu krótkiego i dowolnego. Do komponentów należą:
- umiejętności łyżwiarskie (ang. Skating skills) – ogólna jakość jazdy: kontrola krawędzi, pokrycie lodowiska za pomocą różnych elementów (jazdy na krawędzi, kroczków, obrotów itd.), łatwość i szybkość jazdy,
- kroki łączące (ang. Transition) – kroki łączące, formujące i inne: zróżnicowane i skomplikowane kroki łączące formacje łyżwiarzy i elementy w programie, dotyczy również momentów przed i po elementach, szybkie i płynne,
- wykonanie (ang. Performance) – zaangażowanie łyżwiarzy: fizyczne, emocjonalne i mentalne przekazujące muzykę i choreografię. Jakość, precyzja i harmonia ruchu,
- choreografia (ang. Composition) – intencjonalne wykreowanie oryginalnych ruchów w zgodzie z muzyką, przestrzenią, wzorem i strukturą. W czasie oceny trzeba wziąć pod uwagę: cel (idea, koncept, wizja, klimat), wzór (pokrycie lodowiska, wielowymiarowe użycie przestrzeni i wzoru ruchu), forma i frazy (ruchy i części struktury muszą odpowiadać elementom muzycznym) i oryginalność kompozycji,
- interpretacja (ang. Interpretation) – osobiste, kreatywne i prawdziwe przekazanie rytmu, charakteru i zawartości muzycznej na ruch na lodzie. Interpretacja muzyki, wyczucie czasu.

## Elementy łyżwiarskie

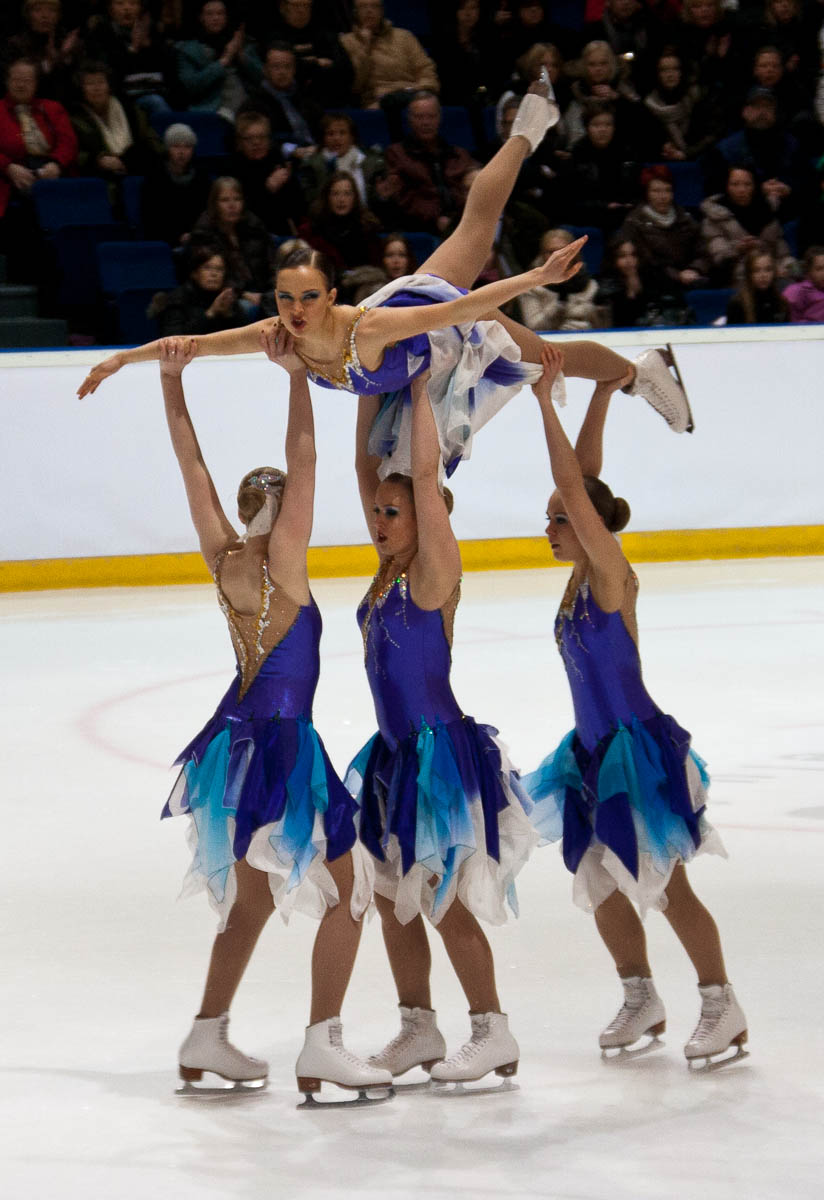
Podnoszenie grupowe

Przed każdym sezonem Międzynarodowa Unia Łyżwiarska (ISU) publikuje elementy łyżwiarskie obligatoryjne dla programu krótkiego i dowolnego w kategorii seniorów i juniorów. Elementy są wybierane z listy elementów opublikowanej dla dyscypliny łyżwiarstwa synchronicznego: po 6 dla programu krótkiego w kategorii seniorów i juniorów oraz po 11 dla programu dowolnego seniorów i po 10 dla programu dowolnego juniorów.
Do elementów łyżwiarskich w dyscyplinie łyżwiarstwa synchronicznego należą:
- element artystyczny (ang. Artistic Element) – wszyscy łyżwiarze są ustawieni względem siebie tak by tworzyć rozpoznawalny: blok (łyżwiarze ustawieni są w co najmniej trzech równoległych do siebie liniach), koło, linia pojedyncza lub podwójna, wheel,
- element kreatywny (ang. Creative Element) – kreatywne wykonanie któregoś z elementów,

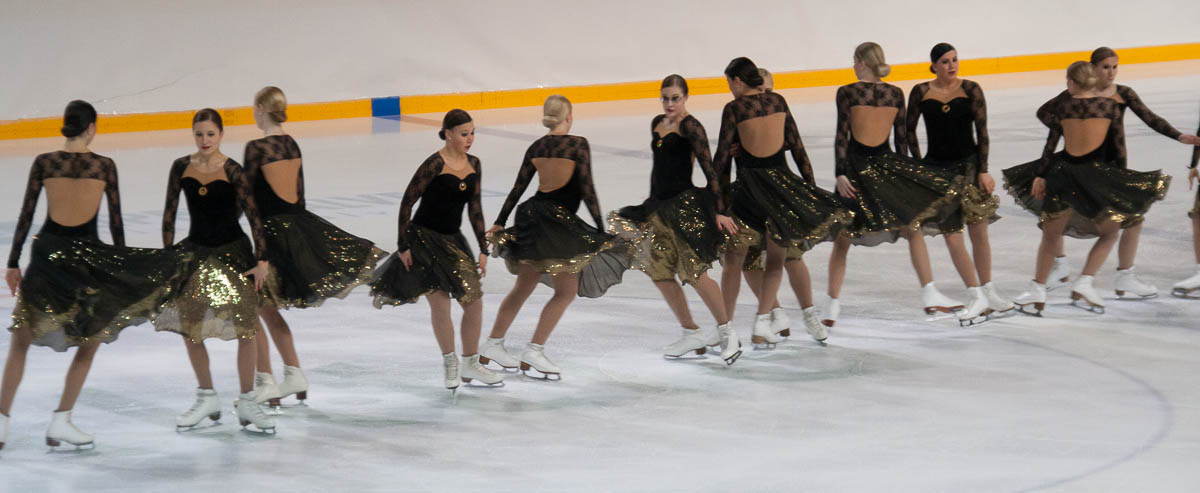
Intersekcja

- intersekcja (ang. Intersection Element) – element polegający na wymijaniu się łyżwiarzy, każdy musi minąć się z co najmniej jednym zawodnikiem. Może przybierać różne formy, w zależności od osi, względem której łyżwiarze mają się mijać. Intersekcja może być wykonywana w bardzo trudny sposób, np. poprzez ułożenie dwóch niezależnie obracających się kół, z zawodnikami przechodzącymi w miejscach przecięć),
- podnoszenie grupowe (ang. Group Lift Element) – podnoszenie jednego lub kilku łyżwiarzy przez pozostałych zawodników (dotyczy tylko kategorii seniorów),

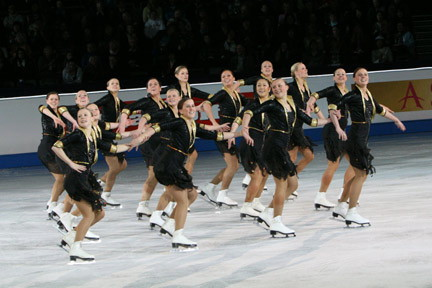
Blok

- blok lub linia (ang. Linear Element),
- element mieszany (ang. Mixed Element) – łyżwiarze muszą stworzyć co najmniej dwie różne formacje o rozpoznawalnym kształcie,
- element ruchowy (ang. Move element) – łyżwiarze wykonują różnego rodzaju ruchy łyżwiarskie, takie jak np. skok, piruet, wypad, spirala, Ina Bauer, mondo, hydroblading (Free Skating Elements), zachowując się przy tym jak jedność,
- element bez trzymania (ang. No Hold Element) – łyżwiarze ustawiają się blisko siebie w bloku, który musi przesunąć się po tafli za pomocą różnych kroków,
- element parowy (ang. Pair Element),
- pivoting (ang. Pivoting Element) – w formacji koła lub jednej czy dwóch linii łyżwiarze (w trzymaniu) przesuwają się z dużą prędkością rotując dookoła wspólnego punktu centralnego,
- element obracający się (koło lub wheel) (ang. Rotating Element) – łyżwiarze w odpowiedniej formacji obracają się zgodnie lub przeciwnie do kierunku ruchu wskazówek zegara,
- twizzle (ang. Twizzle Element),
- piruety (ang. Synchronized Spin Element) – łyżwiarze wykonują piruety pojedynczo, w parach lub grupowo,
- element przesuwany (koło lub wheel) (ang. Traveling Element) – łyżwiarze w odpowiedniej formacji przesuwają się po tafli.

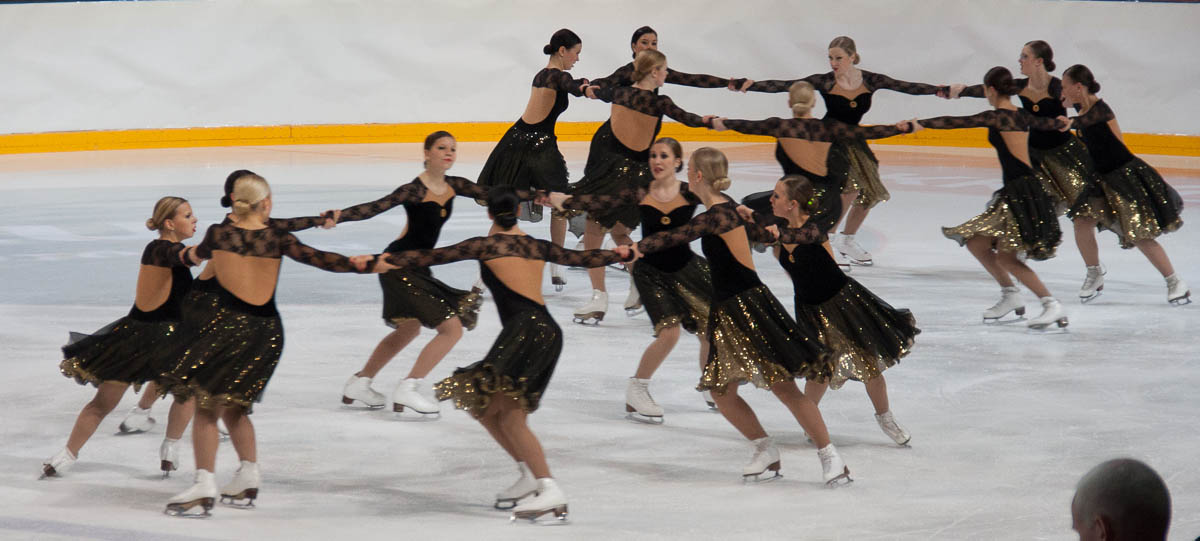
Koła

Dla przykładu, w sezonie 2020/2021 w programie krótkim dla kategorii seniorów wymagana jest: intersekcja Angled (dwie linie mijające się pod kątem), element ruchowy (jeden konkretny wykonywany przez całą drużynę), element bez trzymania (sekwencja kroków), pivoting (w ustawieniu bloku z min. trzech linii) i element przesuwany (koło). W programie dowolnym zawodnicy będą wykonywać element kreatywny (podnoszenie), podnoszenie grupowe z rotacją, dwie różne intersekcje, element ruchowy (maks. 4 różne), element bez trzymania, element parowy, twizzle i element artystyczny (koło lub wheel).

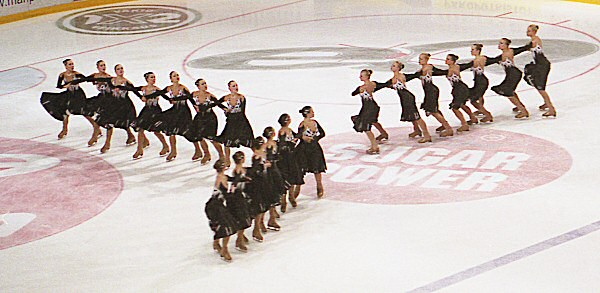
Wheel

W polskiej nomenklaturze łyżwiarskiej przyjęto, aby nazwą „koło” określać element nazywany po angielsku Circle, czyli okrąg, który formują łyżwiarze. Z kolei Wheel to nazwa elementu używana w polskiej terminologii bez tłumaczenia na język polski i polega na ustawieniu trzech lub czterech linii łyżwiarzy obracających się równocześnie względem wspólnego, centralnego punktu. W opracowaniach Wheel bywa nazywane „młynem”.

## Zawody

### Organizowane przez ISU

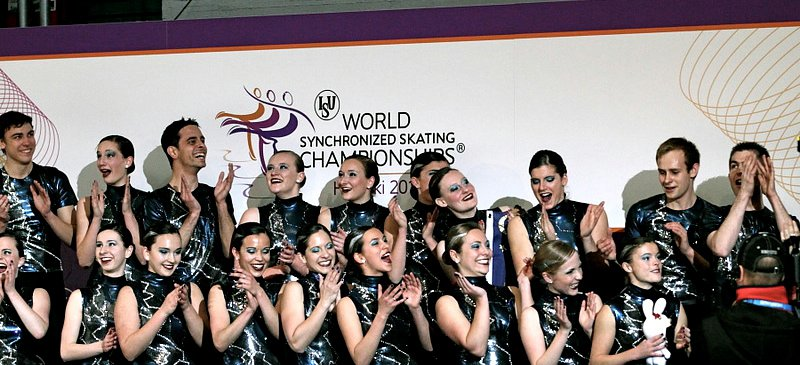
Formacja Atlantides w kiss and cry na mistrzostwach świata 2011

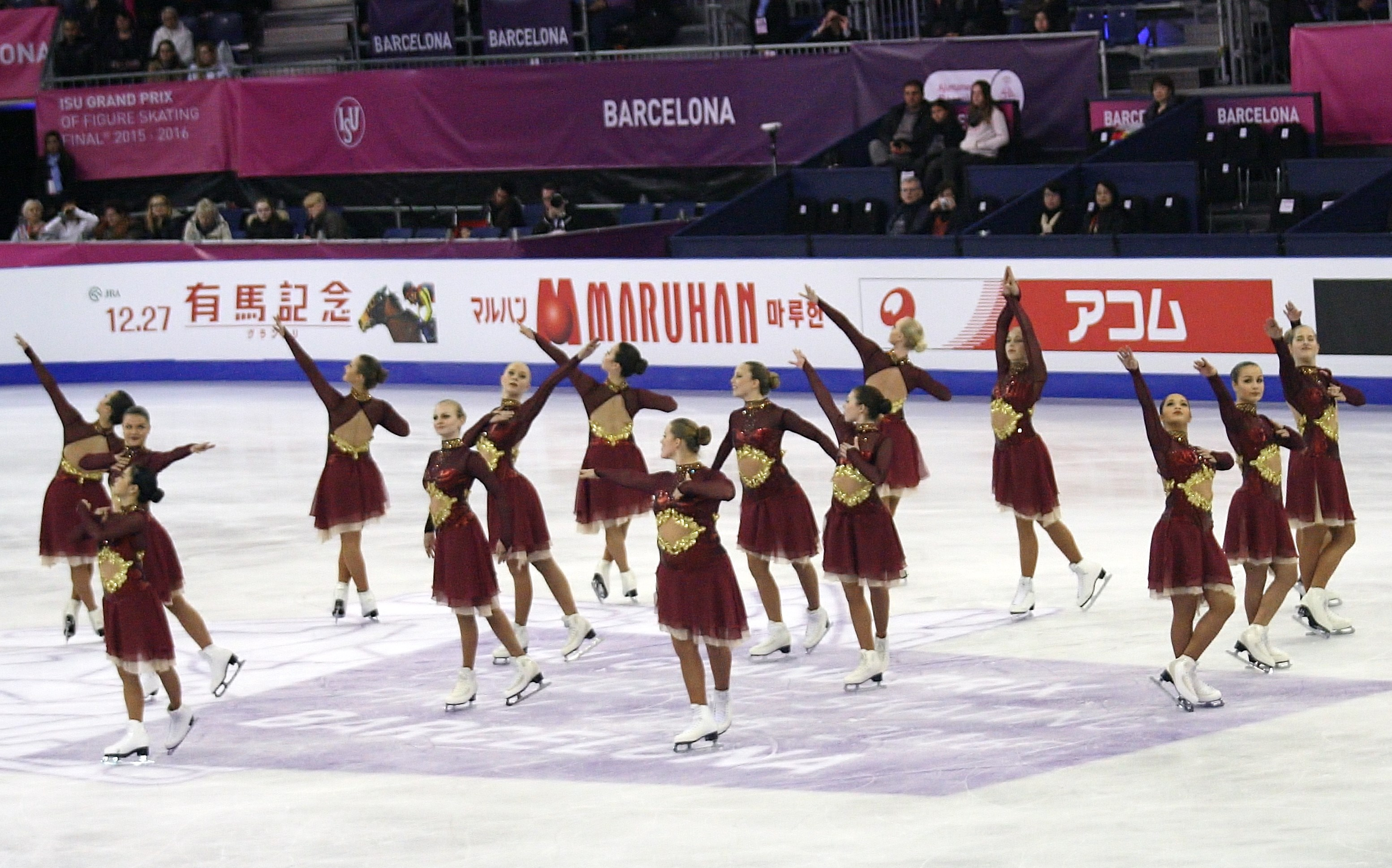
Team Suprise (2015)

Międzynarodowa Unia Łyżwiarska (ISU) organizuje następujące zawody międzynarodowe w łyżwiarstwie synchronicznym:
- zawody mistrzowskie:
  - Mistrzostwa świata w łyżwiarstwie synchronicznym (ang. ISU World Synchronized Skating Championships),
  - Mistrzostwa świata juniorów w łyżwiarstwie synchronicznym (ang. ISU World Junior Synchronized Skating Championships),
  - World Junior Challenge Cup w łyżwiarstwie synchronicznym (ang. ISU Synchronized Skating Junior World Challenge Cup)[18].
- zawody mistrzowskie (multidyscyplinarne):
  - Zimowa uniwersjada
- cykl zawodów:
  - Challenger Series w łyżwiarstwie synchronicznym (ang. Challenger Series Synchronized Skating) – cykl maksymalnie pięciu zawodów międzynarodowych w łyżwiarstwie synchronicznym podczas których drużyny zdobywają punkty do rankingu ISU i przygotowują się do mistrzostw kończących sezon[19].
- Wszystkie kategorie wiekowe mają możliwość startów także w wielu innych zawodach międzynarodowych i krajowych. Najważniejsze wydarzenia międzynarodowe przyciągające elitarne zespoły z całego świata: French Cup, Cup of Berlin, Lumiere Cup, Hevelius Cup, Trophy d'Ecosse, Budapest Cup[20].

Pierwsze oficjalne mistrzostwa świata w łyżwiarstwie synchronicznym w kategorii seniorów odbyły się w 2000 roku w Minneapolis w Stanach Zjednoczonych. Wzięło w nim udział 21 formacji łyżwiarskich z 17 państw. Do 2020 roku najbardziej utytułowaną drużyną pozostawał utworzony Team Surprise ze Szwecji (działający w latach 1984–2018), który zdobył aż 6 złotych medali.
W latach 2001–2012 rozgrywano nieoficjalne mistrzostwa świata juniorów w ramach zawodów World Junior Challenge Cup w łyżwiarstwie synchronicznym. W 2013 roku rozegrały się pierwsze oficjalne mistrzostwa świata juniorów w łyżwiarstwie synchronicznym. W latach 2014–2017 oba wydarzenia rozgrywały się za zmianę. Wraz z mistrzostwami świata juniorów w 2017 roku zrezygnowano z World Junior Challenge Cup na rzecz oficjalnych mistrzostw.
W 2007 roku łyżwiarstwo synchroniczne zostało wprowadzone do programu zimowej uniwersjady i rozgrywane jako jedna z konkurencji łyżwiarstwa figurowego od Zimowej Uniwersjady 2007 w Turynie.

### W Polsce
Od 2008 roku rozgrywane są Mistrzostwa Polski w łyżwiarstwie synchronicznym. Z kolei od 2017 roku w Gdańsku zaczęto organizować międzynarodowe zawody Hevelius Cup, które w sezonie 2020/2021 weszły w cykl zawodów Challenger Series w łyżwiarstwie synchronicznym.

## Formacje łyżwiarstwa synchronicznego

### Na świecie
Najbardziej utytułowanymi formacjami łyżwiarstwa synchronicznego są drużyny pochodzące ze Szwecji, Finlandii, Rosji, Kanady i Stanów Zjednoczonych. Są to m.in.:
- Marigold Ice Unity (mistrzostwo świata 2006, 2014 i 2018)
- Haydenettes (wieloktroni medaliści mistrzostw świata)
- NEXXICE (mistrzostwo świata 2009, 2014)
- Paradise (mistrzostwo świata 2016, 2017, 2019)

### W Polsce
Pierwszą grupą w Polsce była formacja juniorska Amber Dance z Gdańska. Grupa została założona w 2001 roku przez byłą łyżwiarkę figurową Teresę Weynę. Formacja jako pierwsza polska drużyna startowała w międzynarodowych zawodach oraz nieoficjalnych mistrzostwach świata (Junior World Challenge Cup) w latach 2002–2006. W 2018 roku, jako pierwsza polska formacja, Ice Fire zadebiutowało w oficjalnych Mistrzostwach świata juniorów w łyżwiarstwie synchronicznym w Zagrzebiu zajmując 20. miejsce, a w 2020 roku zdobywając 9. miejsce, wywalczyła możliwość startu dla dwóch grup reprezentujących Polskę na mistrzostwach w 2021 roku.
W sezonie 2021/2022 w Polsce trenowało ponad 20 formacji, w poszczególnych kategoriach:
- Pre-Juvenile:
  - Ice Crystals – TKL Ice Paradise
  - Ice Dancing Flames "Strzały" – MUKS Walley Synchron Dance Łódź
  - Ice Fire Pre-Juvenile – SKF Iceskater Gdańsk
  - Team Le Soleil Pre-Juvenile – MKS Le Soleil Toruń
  - Team Le Soleil Beginners – MKS Le Soleil Toruń
- Juvenile:
  - Ice Dancing Flames Blue Sky – MUKS Walley Synchron Dance Łódź
  - Ice Fire Juvenile – SKF Iceskater Gdańsk
  - Team Le Soleil Juvenile – MKS Le Soleil Toruń
  - Team Le Soleil Juvenile 2 – MKS Le Soleil Toruń
- Advanced Novice:
  - Ice Fire Novice – SKF Iceskater Gdańsk
- Mixed Age:
  - Ice Fire Mixed Age – SKF Iceskater Gdańsk
  - Ice Fire Mixed Age Young – SKF Iceskater Gdańsk
  - Ice Crystals – TKL Ice Paradise
  - Team Skadi Mixed Age – KS Ice'n'roll Bydgoszcz
- Junior:
  - Ice Fire Junior – SKF Iceskater Gdańsk, kadra narodowa Polski w sezonie 2018/2019, 2019/2020, 2020/2021 i 2021/2022
  - Team Le Soleil Junior – MKS Le Soleil Toruń, kadra narodowa Polski w sezonie 2021/2022
- Senior:
  - Ice Fire Senior – SKF Iceskater Gdańsk, kadra narodowa Polski sezonie w 2021/2022
- Adult:
  - Ice Fire Adult A – SKF Iceskater Gdańsk
  - Ice Fire Adult B – SKF Iceskater Gdańsk
  - Team Le Soleil Adult – MKS Le Soleil Toruń
  - Team Skadi Adult – KS Ice'n'roll Bydgoszcz